# Craniella serica
Craniella serica är en svampdjursart som först beskrevs av Lebwohl 1914.  Craniella serica ingår i släktet Craniella och familjen Tetillidae. Inga underarter finns listade i Catalogue of Life.